# Tasmaanse eik

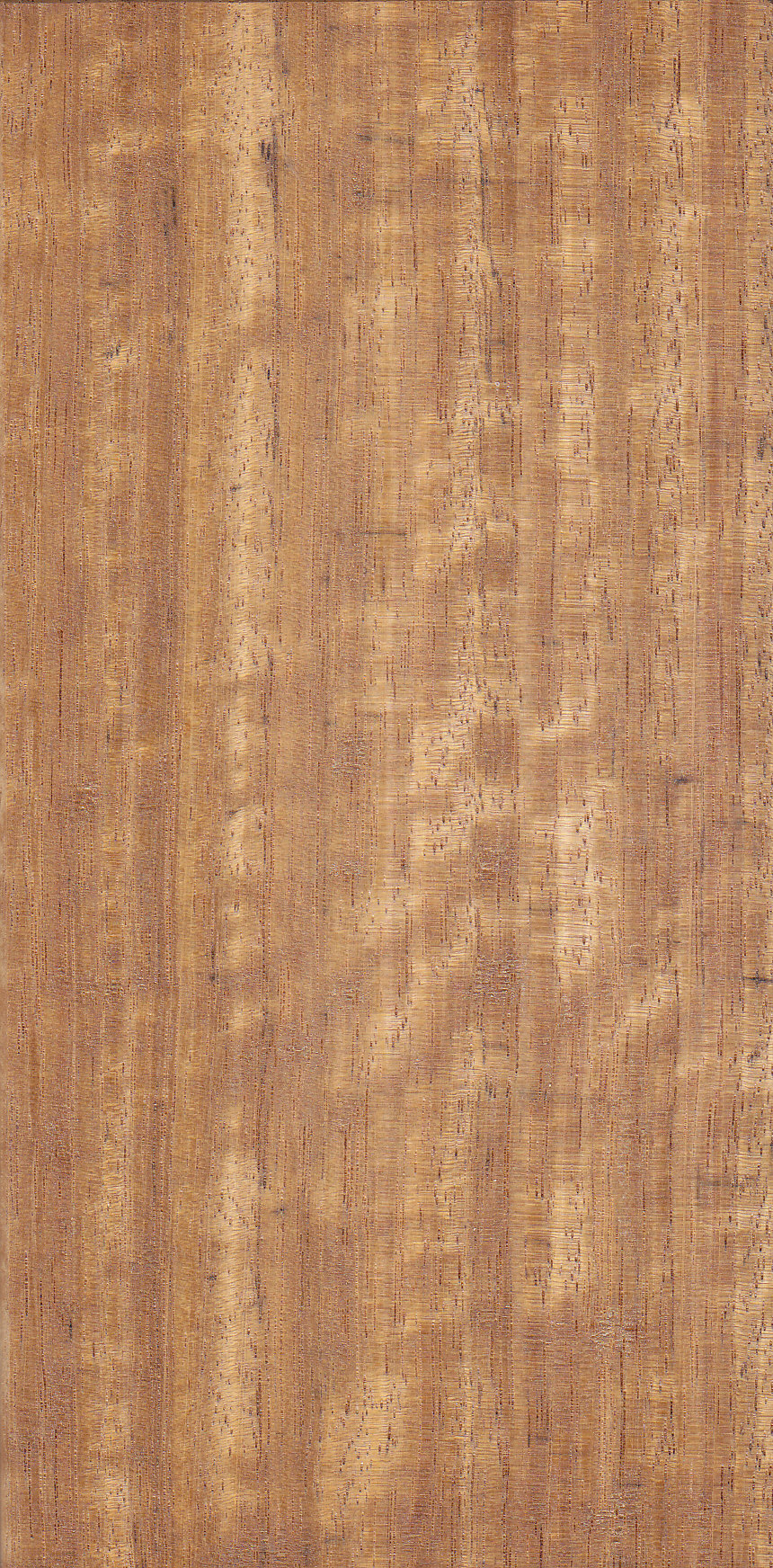
Kwartiers vlak

Tasmaanse eik, of Tasmanian oak (Nederlandse genormeerde naam), is een houtsoort afkomstig van Eucalyptus delegatensis, Eucalyptus obliqua en Eucalyptus regnans. Deze bomen komen voor in Victoria in Zuidoost-Australië en Tasmanië. De Tasmaanse eik die in België wordt ingevoerd komt uitsluitend uit Tasmanië. 
Het heeft lichtbruin kernhout en spinthout. Het spinthout is net iets lichter van kleur. Soms kruisdradig.
Het hout wordt gebruikt voor plinten, parket, meubels, trappen, wand- en zolderingbekleding en voor draaiwerk voor gebruiksvoorwerpen als handvatten en sportmateriaal. 